# Мукалтин
Мукалти́н (Althaeae officinalis extract) — медицинский препарат, на основе полисахаридов из травы алтея лекарственного, применяемый для лечения простудных и острых респираторных заболеваний в качестве отхаркивающего средства (секретолитик).

## История
Препарат был создан в 1973 году в Харьковском научно-исследовательском химико-фармацевтическом институте. Авторами изобретения стали Оболенцева Г.В., Хаджай Я.И., Горин А.Г., Прокопенко А.П. 

## Состав
Состав таблеток, выпускаемых под названием Мукалтин в настоящее время может иметь существенные различия в количестве вспомогательных компонентов. Эти различия зависят от рецептуры, согласованной и утверждённой конкретным производителем препарата.
В одном из вариантов рецептуры, помимо сухого экстракта алтейного корня 0,05 г, таблетки содержат 0,087 г гидрокарбоната натрия и 0,16 г винной кислоты, а также стеарат кальция.

## Фармакологическое действие
Отхаркивающее средство растительного происхождения. Содержит смесь полисахаридов из травы алтея лекарственного: растительная слизь (до 35 %), аспарагин, бетаин, пектиновые вещества, крахмал. Обладает обволакивающими, смягчающими, отхаркивающими и противовоспалительными свойствами — за счёт рефлекторной стимуляции усиливает активность мерцательного эпителия и перистальтику дыхательных бронхиол в сочетании с усилением секреции бронхиальных желез. При воздействии на слизистую оболочку желудка защитное действие плёнки из растительной слизи тем продолжительнее и эффективнее, чем выше кислотность желудочного сока.

## Показания
Острые и хронические заболевания органов дыхания, сопровождающиеся образованием трудноотделяемой мокроты повышенной вязкости (трахеобронхит, ХОБЛ, бронхоэктатическая болезнь, пневмония, эмфизема легких, пневмокониоз и др.)

## Противопоказания
Гиперчувствительность к компонентам препарата; язвенная болезнь желудка и 12-перстной кишки, детский возраст (до 12 лет).

## Побочные эффекты
Диспептические нарушения (в том числе тошнота), редко — аллергические реакции (крапивница, зуд). Лечение: отмена препарата и симптоматическая терапия, которую определяет врач.

## Взаимодействие
Мукалтин можно назначать одновременно с другими препаратами, применяемыми при лечении бронхолегочных заболеваний. Мукалтин не следует применять одновременно с препаратами, содержащими кодеин и другими противокашлевыми лекарственными средствами, способными затруднить откашливание разжиженной мокроты.